# افرایم دیویدی
افرایم دیویدی (به انگلیسی: Efraim Davidi) مدافع اهل اسرائیل است که از سال ۱۹۸۳ تا ۱۹۹۰ میلادی عضو تیم ملی فوتبال اسرائیل بوده و در ۳۲ بازی ملی حضور داشته‌است.